# Калгарі Гітмен
«Калгарі Гітмен» (англ. Calgary Hitmen) — канадійський молодіжний хокейний клуб, що представляє місто Калгарі, провінція Альберта. Команда виступає у центральному дивізіоні східної конференції західної хокейної ліги. Домашнім майданчиком «хітменів» є Скоушабенк-Седдлдоум, котра здатна вмістити під час проведення хокейного поєдинку понад 19 тис. уболівальників.

## Історія
Ініціатива зі створення клубу з'явилася в 1994 році. І цю ідею вдалося реалізувати 18 інвесторам, серед яких був відомий в Північній Америці реслер, уродженець Калгарі Брет Гарт на прізвисько «Хітмен». До Західної хокейної ліги команда приєдналася в сезоні 1995-96 років.
У 1997 році франшиза була придбана клубом НХЛ Калгарі Флеймс. Дане співробітництво двох хокейних клубів триває і досі, а «Хітмен» всі домашні зустрічі проводять на арені Скоушабенк-Седдлдоум, котра є домашньою і для «Флеймс».
За 19 сезонів, проведених в ЗХЛ, «хітмен» двічі вигравали головний трофей ліги. Так, у 1999 році у фіналі Калгарі у п'яти матчах переграли Камлупс Блейзерс. Останній матч серії відбувся 7 травня. Як переможці ліги, «хітмен» здобули право поборотися за Меморіальний кубок, і були дуже близькими до перемоги. Але у фіналі в першому овертаймі із рахунком 7:6 поступилися представнику ОХЛ Оттава 67-і.
За одинадцять років, у 2010 році, так само 7-го травня, перемігши у фіналі Трай-Сіті Амеріканс у п'яти матчах, Калгарі здобули свій другий трофей в лізі. Друга ж спроба виграти Меморіальний кубок знову завершилася невдачею: у півфіналі в овертаймі із рахунком 5:4 команда програла Брендон Вет Кінгс.

## Результати по сезонах
Скорочення: І = Ігри, В = Виграші, Н = Нічиї, П = Поразки, ПО = Поразки не в основний час гри, ГЗ = Голів забито, ГП = Голів пропущено, О = Очки
| Сезон     | Ліга | І  | В  | Н | П  | ПО | ГЗ  | ГП  | О   | Місце     | Плей-оф                            |
| 1995-1996 | ЗХЛ  | 72 | 18 | 3 | 51 | -  | 222 | 359 | 39  | 16-е з 17 |                                    |
| 1996-1997 | ЗХЛ  | 72 | 15 | 4 | 53 | -  | 199 | 360 | 34  | 17-е з 18 |                                    |
| 1997-1998 | ЗХЛ  | 72 | 40 | 4 | 28 | -  | 265 | 232 | 84  | 7-е з 18  | Програш у фіналі конференції       |
| 1998-1999 | ЗХЛ  | 72 | 51 | 8 | 13 | -  | 319 | 187 | 110 | 1-е з 18  | Чемпіони                           |
| 1999-2000 | ЗХЛ  | 72 | 58 | 2 | 10 | 2  | 313 | 182 | 120 | 1-е з 18  | Програш у фіналі конференції       |
| 2000-2001 | ЗХЛ  | 72 | 37 | 5 | 27 | 3  | 284 | 250 | 82  | 7-е з 18  | Програш в півфіналі конференції    |
| 2001-2002 | ЗХЛ  | 72 | 33 | 5 | 33 | 1  | 271 | 281 | 72  | 13-е з 19 | Програш в чвертьфіналі конференції |
| 2002-2003 | ЗХЛ  | 72 | 27 | 7 | 36 | 2  | 240 | 260 | 63  | 12-е з 19 | Програш в чвертьфіналі конференції |
| 2003-2004 | ЗХЛ  | 72 | 34 | 8 | 24 | 6  | 220 | 187 | 82  | 6-е з 20  | Програш в чвертьфіналі конференції |
| 2004-2005 | ЗХЛ  | 72 | 34 | 9 | 23 | 6  | 200 | 183 | 83  | 8-е з 20  | Програш в півфіналі конференції    |
| 2005-2006 | ЗХЛ  | 72 | 47 | - | 18 | 7  | 195 | 155 | 101 | 2-е з 20  | Програш в півфіналі конференції    |
| 2006-2007 | ЗХЛ  | 72 | 39 | - | 26 | 7  | 251 | 205 | 85  | 9-е з 21  | Програш у фіналі конференції       |
| 2007-2008 | ЗХЛ  | 72 | 47 | - | 20 | 5  | 259 | 166 | 99  | 4-е з 22  | Програш у фіналі конференції       |
| 2008-2009 | ЗХЛ  | 72 | 59 | - | 9  | 4  | 330 | 159 | 122 | 1-е з 22  | Програш у фіналі                   |
| 2009-2010 | ЗХЛ  | 72 | 52 | - | 17 | 3  | 269 | 177 | 107 | 1-е з 22  | Чемпіони                           |
| 2010-2011 | ЗХЛ  | 72 | 20 | - | 47 | 5  | 171 | 271 | 45  | 22-е з 22 |                                    |
| 2011-2012 | ЗХЛ  | 72 | 44 | - | 25 | 3  | 273 | 221 | 91  | 6-е з 22  | Програш в чвертьфіналі конференції |
| 2012-2013 | ЗХЛ  | 72 | 46 | - | 21 | 5  | 266 | 204 | 97  | 5-е з 22  | Програш у фіналі конференції       |
| 2013-2014 | ЗХЛ  | 72 | 48 | - | 17 | 7  | 287 | 207 | 103 | 4-е з 22  | Програш в чвертьфіналі конференції |

## Рекорди клубу
Командні рекорди
- Найбільша кількість очок в сезоні — 122 (В59-ПО4-П9) (2008-09)
- Найменша кількість очок в сезоні — 34 (В15-НО4-П53) (1996-97)
- Найбільша кількість забитих голів в сезоні — 330 (2008-09)
- Найменша кількість забитих голів в сезоні — 171 (2010-11)
- Найбільша кількість пропущених голів в сезоні — 360 (1996-97)
- Найменша кількість пропущених голів в сезоні — 155 (2005-06)

Індивідуальні рекорди
- Найбільша кількість набраних очок в одному матчі — 7 (1+6) очок, Коді Сільвестр (05.03.13, переможний матч проти «Блейдс» 9:5)
- Найбільша кількість закинутих шайб в одному матчі — 5, Павел Брендл (11.11.2000, в матч проти «Рейдерс»)
- Найбільша кількість набраних очок за сезон — 134, Павел Брендл (1998-99)
- Найбільша кількість закинутих шайб у сезоні — 73, Павел Брендл (1998-99)
- Найменша кількість матчів для досягнення показника у 50 голів — 43 гри, Павел Брендл (1998-99)
- Найбільша кількість шайб закинутих у більшості за сезон — 25, Борис Проценко (1995-96)
- Найбільша кількість результативних пасів за сезон — 75, Брендон Козун (2009-10)
- Найбільша кількість штрафних хвилин у сезоні — 302, Райан Ендрес (1997-98)
- Найбільша кількість перемог в сезоні (для голкіперів) — 45, Мартін Джонс (2008-09)
- Найбільша кількість матчів без пропущених шайб (для голкіперів) — 11, Джастін Поґґе (2005-06)
- Найкращий відсоток відбитих кидків (для голкіперів) — 92,6%, Джастін Поґґе (2005-06)

### Найкращі бомбардири
| Найбільша кількість: | Найбільша кількість: | Найбільша кількість: | Найбільша кількість: | Найбільша кількість: | Найбільша кількість: | Найбільша кількість: | Найбільша кількість: | Найбільша кількість: | Найбільша кількість: |
| Матчів               | Матчів               | Голів                | Голів                | Результативних пасів | Результативних пасів | Очок                 | Очок                 | Штрафних хвилин      | Штрафних хвилин      |
| -------------------- | -------------------- | -------------------- | -------------------- | -------------------- | -------------------- | -------------------- | -------------------- | -------------------- | -------------------- |
| Бред Моран           | 357                  | Бред Моран           | 204                  | Бред Моран           | 246                  | Бред Моран           | 450                  | Майк Ідженер         | 704                  |
| Кентон Сміт          | 334                  | Павел Брендл         | 172                  | Метт Кінч            | 243                  | Павел Брендл         | 320                  | Райан Шеннон         | 650                  |
| Стів Ковінгтон       | 327                  | Борис Проценко       | 121                  | Брендон Козун        | 178                  | Метт Кінч            | 306                  | Райан Ендрес         | 583                  |
| Метт Кінч            | 320                  | Брендон Сіґел        | 110                  | Кріс Біч             | 165                  | Брендон Козун        | 270                  | Кертіс Річ           | 529                  |
| Джаред Смітсон       | 319                  | Коді Сільвестр       | 97                   | Кентон Сміт          | 150                  | Кріс Біч             | 256                  | Шон Макеслен         | 469                  |

## Гравці

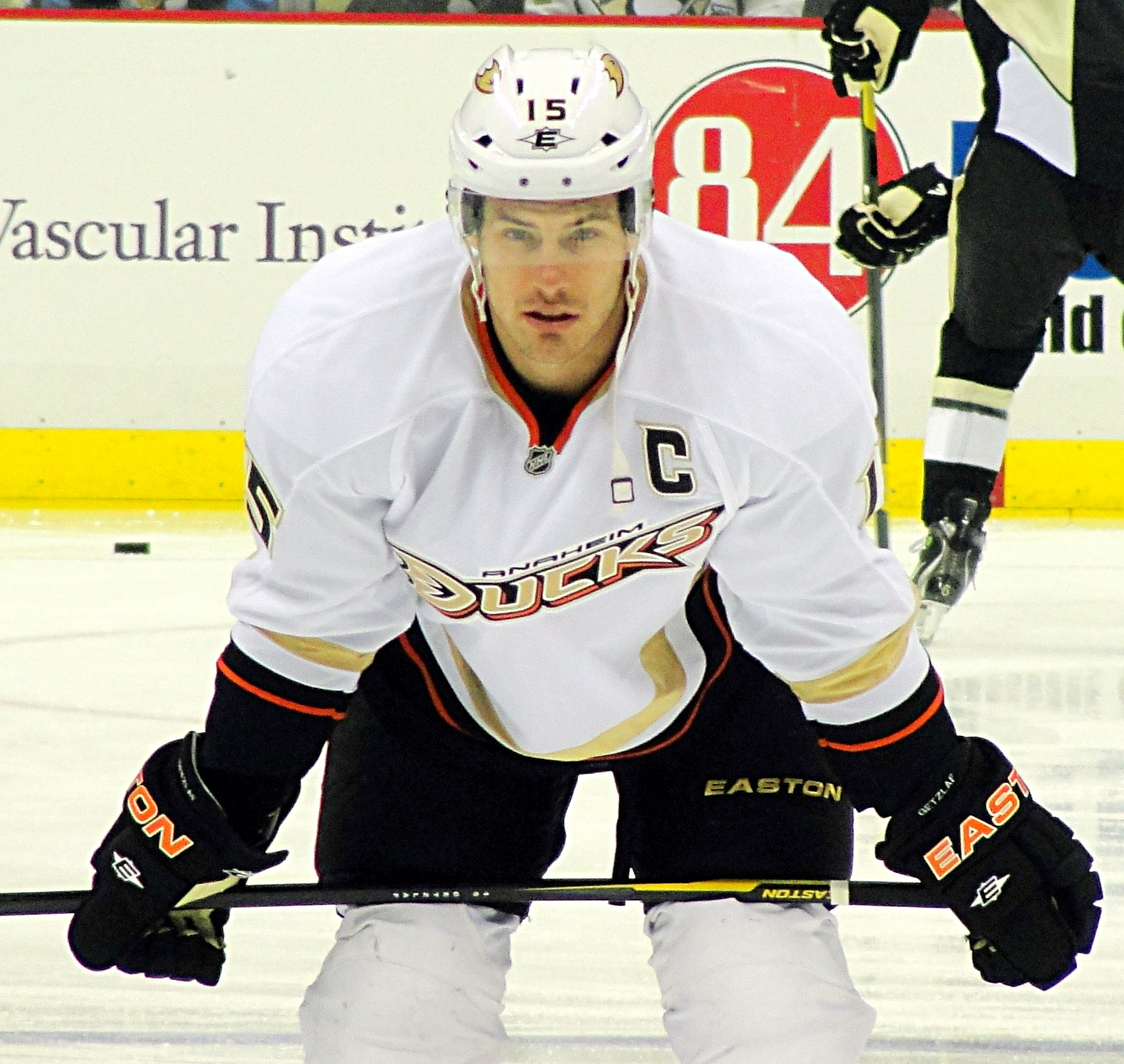
Райан Гетцлаф

### Найвідоміші хокеїсти
- Павел Брендл
- Бред Стюарт
- Райан Гетцлаф
- Ендрю Ледд
- Бред Моран
- Пол Постма
- Джефф Шульц
- Фредрік Петтерссон
- Растіслав Станя
- Карл Алцнер
- Джастін Фолк
- Фредрік Шестрем

### Номери, що не використовуються
- 20 — Бред Моран, нападник (1995-2000, 357 матчів). Виведено з обігу 25 лютого 2005 року.

### Український слід
За роки існування команди, за неї виступали двоє українців: кияни Борис Проценко та Павло Падакін. Борис провів у клубі перши три сезони його існування (з 1995 по 1998) і за цей час зумів відзначитись 121 закинутою шайбою (третій результат в історії «хітмен»). Павло Падакін провів у «Калгарі» два сезони (з 2012 по 2014) і відзначився 92 очками у 136 поєдинках.

## Цікаві факти
- Під час локауту в НХЛ в сезоні 2005-06 років, «Хітмен» з показником у 362 227 уболівальників (10 062 в середньому за гру) стали найвідвідуванішою командою в сезоні в професійних та молодіжних хокейних лігах Північної Америки.

- У команди є традиція з щорічного проведення благодійного матчу Teddy Bear Toss Night, в котрому фани, після того як команда-господар забиває свій перший гол, викидають на лід, навмисно для того придбаних, плюшевих ведмедиків. В подальшому іграшки передаються в лікарні та дитячі будинки Калгарі та околиць. Такий матч відбувається в передріздвяний місяць на початку грудня.

«Калгарі Хітмен» є рекордсменами з кількості зібраних плюшевих ведмедиків. 2 грудня 2007 року 17 341 уболівальник викинули на лід 26 919 іграшок.
У 2012 та 2013 роках автором першої шайби команди у таких благодійних матчах ставав українець Павло Падакін.